# Manoir du Téno
Le manoir du Téno est situé à Plescop en France.

## Localisation
Le manoir est situé sur le territoire de la commune de Plescop, au lieu-dit le Téno, dans le département du Morbihan en région Bretagne.

## Description
Le manoir date du XVIIe siècle, édifice à un étage carré, construit en moellons sans chaîne en pierre de taille de granite, toiture à longs pans couverte d'ardoises, pignon couvert. Escalier dans-œuvre : escalier à vis sans jour.

## Historique
Seul subsiste le logis du XVIIe siècle, l' intérieur est complètement remanié en 1981.
Les vestiges du manoir sont inscrits à l'inventaire général du patrimoine culturel.